# Пут Ибараки префектуре 102
Пут Ибараки префектуре 102 је пут Ибараки префектуре у Јапану, пут број 102, који спаја градове Хитачиомија  и Мито , укупне дужине 27,095 км.

## Важнији укрштаји
- Пут Ибараки префектуре 29
- Национални пут Јапана 293
- Пут Ибараки префектуре 21
- Пут Ибараки префектуре 61
- Пут Ибараки префектуре 63